# Lamothe-Cassel
Lamothe-Cassel là một xã thuộc tỉnh Lot trong vùng Occitanie phía tây nam nước Pháp.